# Rachel Stege
Rachel Stege (11 de abril de 2003) es una deportista estadounidense que compite en natación, especialista en el estilo libre. En los Juegos Panamericanos de 2023 obtuvo dos medallas, oro en 1500 m libre y plata en 800 m libre.

## Palmarés internacional
| Juegos Panamericanos | Juegos Panamericanos | Juegos Panamericanos | Juegos Panamericanos |
| Año                  | Lugar                | Medalla              | Prueba               |
| -------------------- | -------------------- | -------------------- | -------------------- |
| 2023                 | Santiago (Chile)     | Medalla de oro       | 1500 m libre         |
| 2023                 | Santiago (Chile)     | Medalla de plata     | 800 m libre          |